# Holthausen (Schöller-Dornap)
Holthausen ist ein Ortsteil im Stadtbezirk Vohwinkel der bergischen Großstadt Wuppertal in Nordrhein-Westfalen/Deutschland.

## Lage und Beschreibung

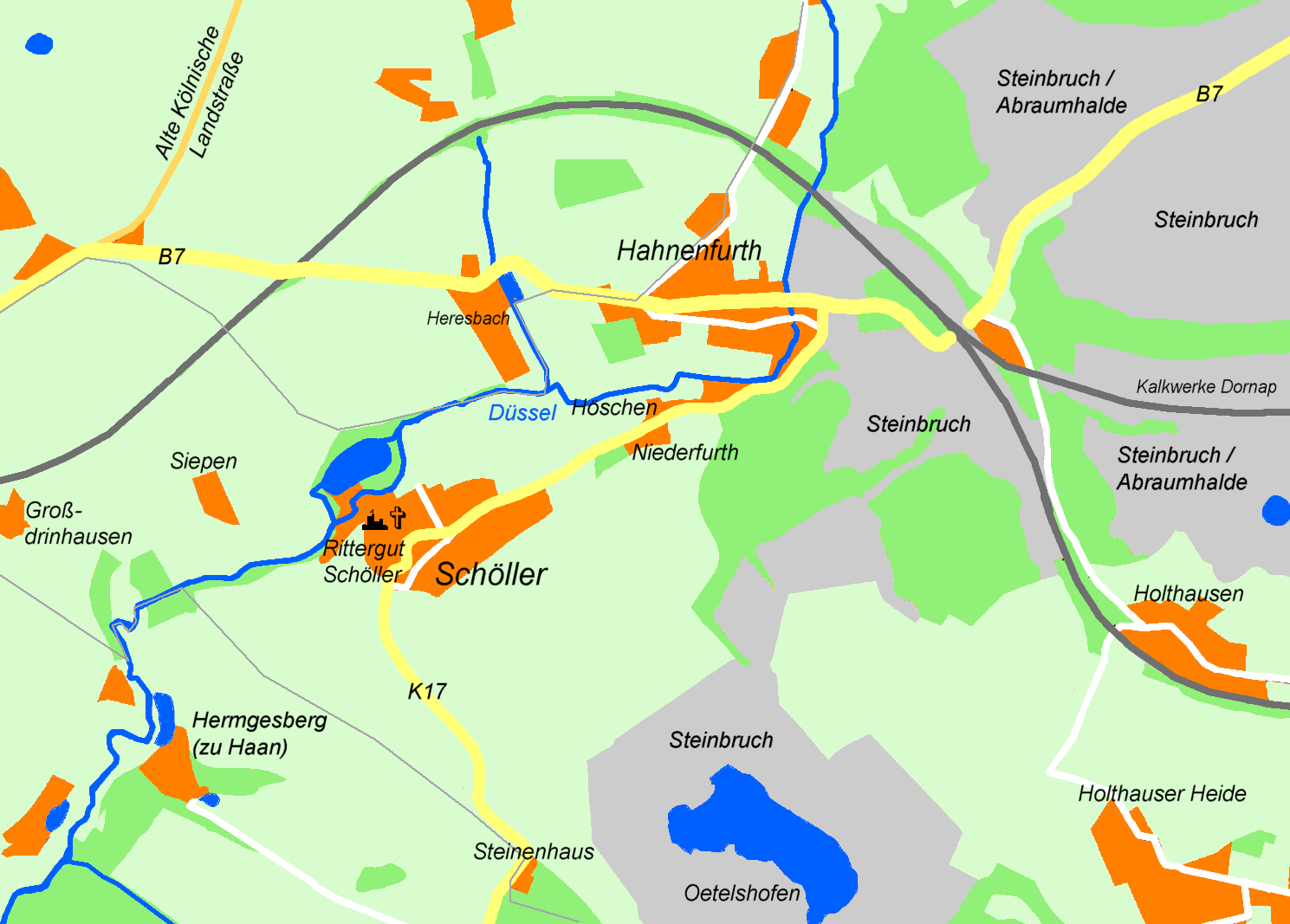
Karte von Schöller und Hahnenfurth, Holthausen rechter Bildrand

Die Ortschaft liegt im Wohnquartier Schöller-Dornap nördlich des Vohwinkler Ortszentrums und des Waldgebiets Osterholz. Benachbarte Orte sind Hahnenfurth, Holthauser Heide, Kahlenbusch, Bellenbusch, Neu-Dornap und Ladebühne. Abgegangen sind Wald, Schleheck, Kalkofen, Sandfeld und Buschkothen.
Durch den Ort fließt der Grenzbach, ein Zufluss der Düssel. Der Ort ist von umfangreichen Anlagen des Rheinkalk-Werks Dornap sowie der Grube Osterholz umgeben. Ein stillgelegter Teilabschnitt der Bahnstrecke Düsseldorf-Derendorf–Dortmund Süd, die sogenannte „Wuppertaler Nordbahn“ der Rheinischen Eisenbahn-Gesellschaft, führt durch den Ort.

## Geschichte

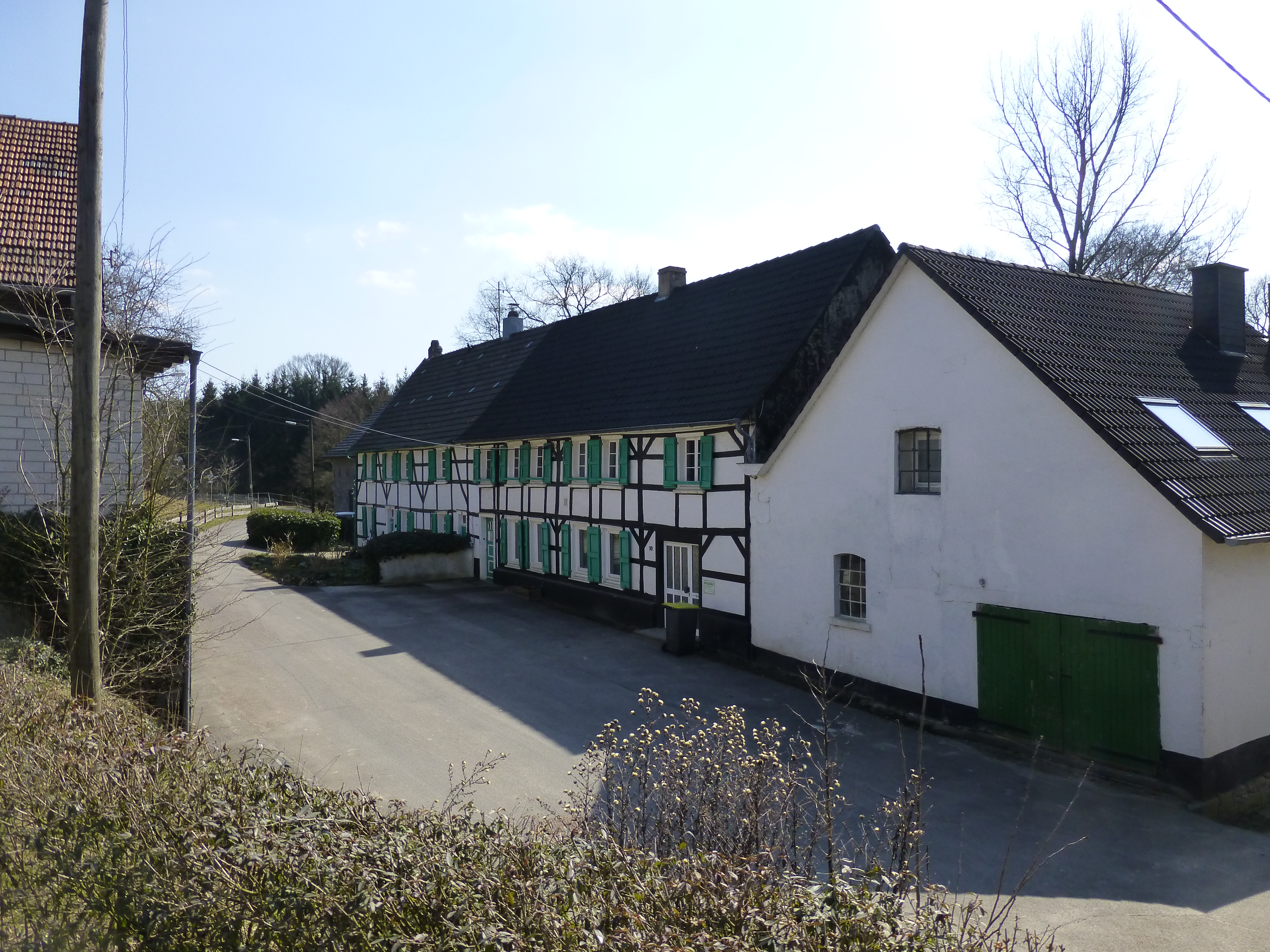
Fachwerkhäuser in Holthausen

Holthausen ist als Holthusen als bergische Hofschaft auf der Topographia Ducatus Montani des Erich Philipp Ploennies aus dem Jahre 1715 verzeichnet, ebenso auf der topographischen Aufnahme der Rheinlande von 1824 und der Preußischen Uraufnahme von 1843 (Holthsn).
Im 19. Jahrhundert war Holthausen ein Wohnplatz in der Landgemeinde Schöller der Bürgermeisterei Haan (ab 1894 Bürgermeisterei Gruiten) die aus der bergischen Herrschaft Schöller hervorging. 1815 lebten in Holthausen 25 Menschen. Laut der Statistik und Topographie des Regierungsbezirks Düsseldorf wurde der Ort als Hof kategorisiert. Zu dieser Zeit besaß der Ort zwei Wohnhäuser und zwei landwirtschaftliche Gebäude. Es lebten 27 Einwohner im Ort, davon acht katholischen und 19 evangelischen Glaubens. 1888 besaß der Ort laut dem Gemeindelexikon für die Provinz Rheinland acht Wohnhäuser mit 82 Einwohnern.
Mit der Gebietsreform von 1975 wurde der Gemeinde Schöller von dem Amt Gruiten im Kreis Düsseldorf-Mettmann abgespaltet und als Wohnquartier Schöller-Dornap nach Wuppertal eingemeindet. Dabei kam auch Holthausen von Schöller zu Wuppertal.